# Équipe du Chili de football à la Coupe du monde 1998
 (juin 2010).
Si vous disposez d'ouvrages ou d'articles de référence ou si vous connaissez des sites web de qualité traitant du thème abordé ici, merci de compléter l'article en donnant les références utiles à sa vérifiabilité et en les liant à la section « Notes et références ».
Cet article traite du parcours du Chili à la Coupe du monde 1998.
En 1998, le Chili tombe dans un groupe homogène composé de l’Italie, du Cameroun et de l’Autriche. Lors de ce premier tour, il arrache trois matchs nuls (2-2 contre l’Italie, 1-1 contre l’Autriche et 1-1 contre le Cameroun) et termine second du groupe B et se qualifie pour les huitièmes de finale. Mais en huitièmes, il tombe sur le Brésil qui gagne 4-1 malgré le but de Marcelo Salas, qui termine avec 4 buts lors de ce Mondial. Il égale le record de 1962 de Leonel Sánchez avec 4 buts aussi. Les deux joueurs chiliens les plus connus sont Iván Zamorano et Marcelo Salas.

## Parcours

### Premier tour
| 11 juin 1998                        | Italie                           | 2 - 2   | Chili           | Stade de Bordeaux, Bordeaux                         |                                                     |
| 17 h 30 · Historique des rencontres | Vieri 11e · R. Baggio 84e (pen.) | (1 - 1) | 45+3e 48e Salas | Spectateurs : 31 800 Arbitrage : Lucien Bouchardeau | Spectateurs : 31 800 Arbitrage : Lucien Bouchardeau |
| 17 h 30 · Historique des rencontres | Rapport                          |         |                 | Spectateurs : 31 800 Arbitrage : Lucien Bouchardeau | Spectateurs : 31 800 Arbitrage : Lucien Bouchardeau |

| 17 juin 1998                        | Chili     | 1 - 1   | Autriche     | Stade Geoffroy-Guichard, Saint-Étienne             |                                                    |
| 17 h 30 · Historique des rencontres | Salas 70e | (0 - 0) | 90+2e Vastić | Spectateurs : 30 600 Arbitrage : Gamal Al-Ghandour | Spectateurs : 30 600 Arbitrage : Gamal Al-Ghandour |
| 17 h 30 · Historique des rencontres | Rapport   |         |              | Spectateurs : 30 600 Arbitrage : Gamal Al-Ghandour | Spectateurs : 30 600 Arbitrage : Gamal Al-Ghandour |

| 23 juin 1998                       | Chili      | 1 - 1   | Cameroun  | Stade de la Beaujoire, Nantes                  |                                                |
| 16 h 0 · Historique des rencontres | Sierra 20e | (1 - 0) | 56e Mboma | Spectateurs : 35 500 Arbitrage : László Vágner | Spectateurs : 35 500 Arbitrage : László Vágner |
| 16 h 0 · Historique des rencontres | Rapport    |         |           | Spectateurs : 35 500 Arbitrage : László Vágner | Spectateurs : 35 500 Arbitrage : László Vágner |

### Huitième de finale
| Match 50                                                  | Brésil | 4 - 1   | Chili                   | Parc des Princes, Paris                     |                                             |
| 27 juin 1998 · 21 h 0 (UTC+1) · Historique des rencontres | ( Dunga) César Sampaio 11e · ( Bebeto) César Sampaio 27e · Ronaldo 45+1e (pen.) · ( Denílson) Ronaldo 70e | (3 - 0) | 68e Salas (Zamorano )   | Spectateurs : 45 500 Arbitrage : Marc Batta | Spectateurs : 45 500 Arbitrage : Marc Batta |
| 27 juin 1998 · 21 h 0 (UTC+1) · Historique des rencontres | Leonardo 45e · Cafu 90+1e                                                                                 | Rapport | 34e Fuentes · 45e Tapia | Spectateurs : 45 500 Arbitrage : Marc Batta | Spectateurs : 45 500 Arbitrage : Marc Batta |

1. ↑  Effectif de l'équipe du Chili de football à la Coupe du monde de 1998 sur fifa.com